# Bitwa pod Jastkowem
Bitwa pod Jastkowem – bitwa stoczona w dniach 31 lipca – 3 sierpnia 1915 roku pomiędzy pododdziałami Legionów Polskich a wojskami rosyjskimi w rejonie miejscowości Jastków, 12 km na północny zachód od Lublina.
Bitwa jastkowska należała do największych starć Legionów Polskich na terenie Królestwa Polskiego. Była to pierwsza bitwa, podczas której polskie oddziały miały dużą samodzielność i o samym przebiegu walk decydowali dowódcy pułków oraz Józef Piłsudski jako głównodowodzący. Był to pierwszy większy bój 4 pułku piechoty Legionów Polskich, uważany za swoisty chrzest bojowy tej formacji. W bitwie wzięli udział m.in.: Władysław Orkan, Bronisław Pieracki, Władysław Broniewski, Zygmunt Berling, Karol Bunsch, August Emil Fieldorf, ks. Stanisław Żytkiewicz i Felicjan Sławoj Składkowski.

## Geneza
W końcu czerwca 1915 roku w wyniku ogólnej ofensywy austriacko-niemieckiej nastąpił odwrót ogólny wojsk rosyjskich z ziemi sandomierskiej. Za nimi posuwała się, też I Brygada Legionów Polskich, która 4 lipca przekroczyła Wisłę i weszła na Lubelszczyznę. Jednostki legionowe walczące na terenie Lubelszczyzny podporządkowane zostały austriackiej 106 Dywizji Piechoty.
19 lipca 1915 roku, nowo sformowany 4 pułk piechoty Legionów Polskich ppłk Bolesława Roi pod Urzędowem spotkał się z pododdziałami I Brygady Legionów Polskich Józefa Piłsudskiego. Następnie 4 pułk wraz z I Brygadą rozpoczął marsz w kierunku Lublina. Za pododdziałami Legionów posuwała się Komenda Legionów na czele z generałem Karolem Durskim-Trzaską.
22 lipca pod Majdanem Borzechowskim 4 pułk piechoty przeszedł swój chrzest bojowy w starciu z wojskami rosyjskimi. W potyczce tej 10 legionistów zostało rannych. Spod Majdanu pułk skierowano w rejon Uniszowic.
30 lipca dwa szwadrony kawalerii por. Grzmota-Skotnickiego i por. Głuchowskiego zajęły Lublin, na godzinę przed wkroczeniem oddziałów austriackich.
Wbrew pierwotnym planom legionistów nie skierowano do Lublina. Dowództwo austriackie zadecydowało, że oddziały Legionów Polskich zostaną wykorzystane do przełamania umocnionych pozycji rosyjskiej 4. Armii gen. Aleksieja Ewerta, które rozciągały się na linii Dęblin-Puławy-Kurów-Świdnik. Zadecydowano, że piechota legionowa uderzy i przełamie 4 kilometrowe umocnienia rosyjskie na odcinku Barak-Józefów-Jastków.

## Bitwa

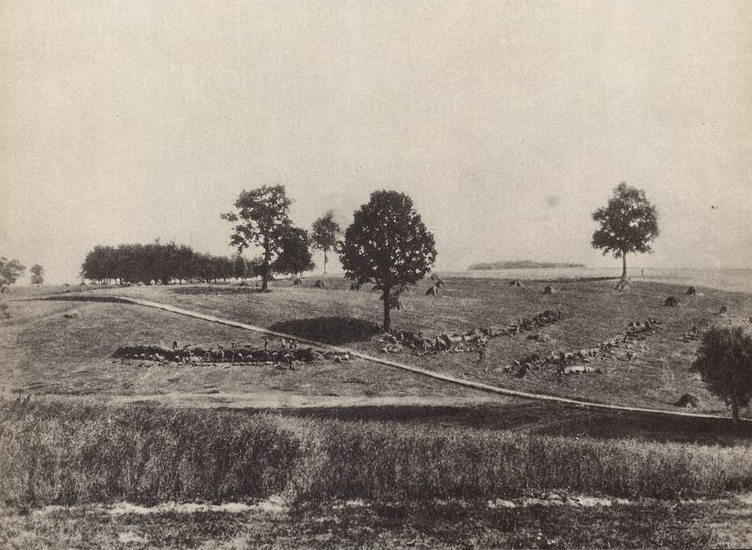
Legioniści z 4 pułku okopują się pod nieprzyjacielskim ogniem.

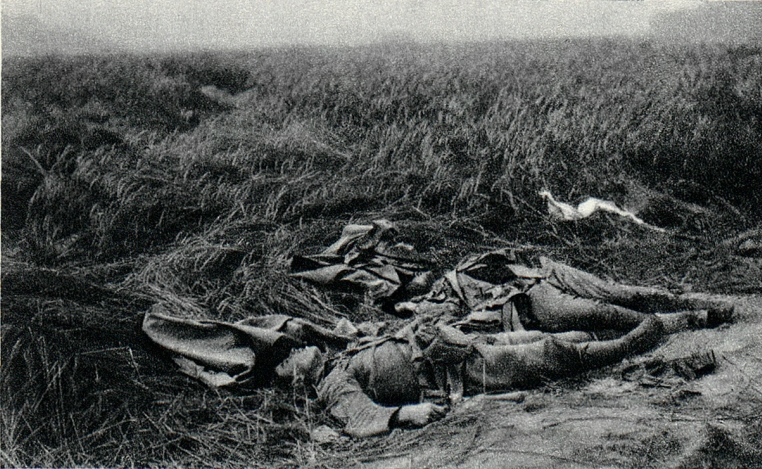
„Czwartacy” polegli pod Jastkowem.

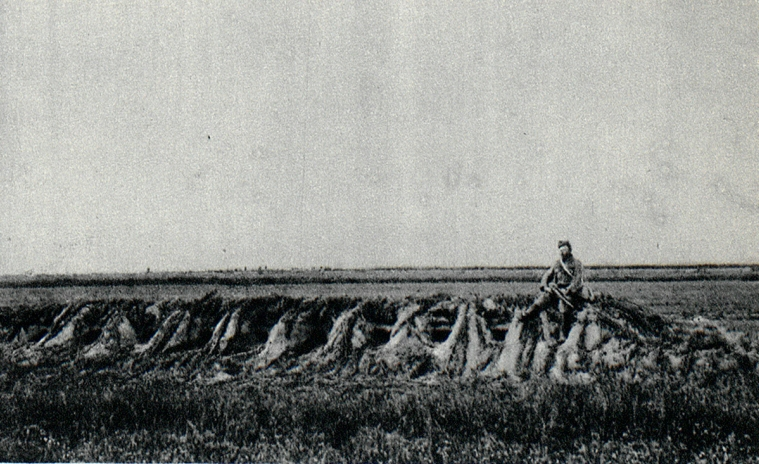
Opuszczone okopy rosyjskie zdobyte przez legionistów.

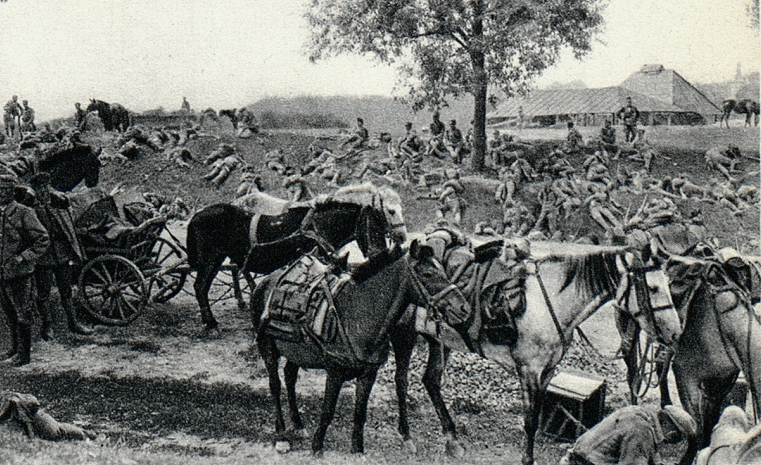
Odpoczynek legionistów po bitwie w Jastkowie.

Zgodnie z rozkazami Komendy Legionów 4 pułk piechoty wieczorem 30 lipca stawił się w Uniszowicach, natomiast pododdziały I Brygady zatrzymały się Płouszowicach. Rozpoczęcie ataku legionistów na pozycje rosyjskie zaplanowano na następny dzień, na godzinę 7.00. 4 pułk miał atakować na odcinku 1 kilometra, zaś trzy pułki I Brygady – 3 kilometrów. Wczesnym rankiem 31 lipca oddziały 4 pułku wyruszyły na pozycje wyjściowe do ataku. W drodze napotkały jednak na silny ogień rosyjskich karabinów maszynowych, co zmusiło oddziały legionowe do okopania się, jeszcze przed zajęciem planowanych pozycji wyjściowych. Teren, na jakim znajdowali się legioniści był całkowicie odkryty i spadał lekko w kierunku pozycji rosyjskich, co dodatkowo nie sprzyjało atakującym. Do planowanego na godzinę 7.00 ataku nie doszło.
O godzinie 8.00 ppłk Roja do Komendy Legionów wysłał meldunek:
„(...) poruszanie się naprzód ze względu na ogień artyleryjski i karabinowy prawie niemożliwe. Prawe skrzydło tj. 1 batalion, zbliżył się do linii okopów nieprzyjacielskich na 500–200 m, natomiast na lewym 3 batalion, pomieszany z 1 pp, znajduje się na około 800 m od pozycji rosyjskich.”
Sytuacja ta utrzymywała się do późnych godzin popołudniowych. Około godziny 17.00 ppłk Roja został powiadomiony przez Komendę Legionów, że od tej chwili będzie wraz z pułkiem podlegał rozkazom Józefa Piłsudskiego, który przejął dowodzenie nad operacją. Ponowny atak wyznaczono na godzinę 19.10, szturm miał poprzedzać ostrzał pozycji rosyjskich przez artylerię austriacką oraz legionową kpt. Ottokara Brzozy. Rosjanie jednak już o godzinie 18.00 spostrzegli przegrupowanie wojsk legionowych i zwiększyli intensywność ostrzału piechoty i artylerii. Kontrogień armat legionowych i austriackich haubic trwał za krótko i był za słaby, by nadłamać wolę walki przeciwnika.
Planowo, o godzinie 19.10 poderwała się do szturmu cała linia wojsk legionowych. W ataku męstwem wyróżniły się I i II kompania 1 batalionu 4 pułku. Dowodzący I kompanią por. Władysław Bończa-Uzdowski został ranny, po nim dowództwo przejął chor. Ludwik de Laveaux. Pojedynczy żołnierze dotarli do zasieków i próbowali je sforsować. Jednak legioniści nie mieli ani granatów ręcznych, ani odpowiedniej ilości nożyc do przecinania zasieków – pozycje rosyjskie były trzykrotnie odrutowanie drutem kolczastym.
Wieczorny atak trwający przeszło 2 godziny załamał się pomimo tego, że 1. i 2. batalion 4 pułku dotarły do linii okopów rosyjskich. Ppłk Bolesław Roja w depeszy do Komendy Legionów nadanej o godzinie 21.05 zapowiadał wznowienie w nocy ataku siłami 4 pułku. Jego zamiary jednak udaremnił nocny atak rosyjski na pozycje 4. i 7. pułku. O godzinie 24.00 Komenda Legionów wezwała 4 pułk do odwrotu na pozycje wyjściowe.
Kolejny atak wojsk legionowych miał nastąpić 1 sierpnia o godzinie 11.00, po ponad godzinnym przygotowaniu artyleryjskim. Atak ten nie przyniósł oczekiwanych rezultatów i został przerwany o godzinie 14.00, a jednostkom rozkazano wycofać się na pozycje wyjściowe.
Tego dnia, w godzinach popołudniowych Józef Piłsudski wraz z ppłk. Kazimierzem Sosnkowskim przybył zlustrować linię bojową 4 pułku. Duże straty poniesione przez 4 pułk zdenerwowały Piłsudskiego, co spowodowało ostrą wymianę zdań pomiędzy nim a dowódcą 4 pułku, ppłk. Roją. Roja zarzucał Piłsudskiemu opieszałość w ataku, co powodowało, że kompanie 4 pułku narażone były na flankowy ogień wojsk rosyjskich. Piłsudski uważał, że atak bez dobrego przygotowania artyleryjskiego nie ma sensu, a działania ppłk. Roi cechuje zbytnia brawura.
Nastroje legionistów poprawił podany im tego dnia posiłek, pierwszy po dwudniowej walce. Przez pozostałą część tego dnia i przez cały 2 sierpnia nie podejmowano już ataków. Walka miała typowy charakter pozycyjnej wymiany ognia. Wieczorem 2 sierpnia ppłk Bolesław Roja w specjalnym rozkazie podziękował wszystkim żołnierzom za odwagę i męstwo wykazane podczas ataków w dniach 31 lipca i 1 sierpnia.
O świcie 3 sierpnia Komenda Legionów nakazała przeprowadzenie wypadów rozpoznawczych pod pozycje przeciwnika. Nim rozkaz ten dotarł do linii bojowych, po stronie rosyjskiej zapanowała nieoczekiwana cisza. Wysłano patrole, które około godziny 3.00 zameldowały, że nieprzyjaciel opuścił pospiesznie swoje linie umocnień. Wycofanie Rosjan wynikało z pogorszenia sytuacji na innych odcinkach frontu. Ponadto 2 sierpnia sąsiadująca z Legionami Polskimi austro-węgierska 2 Dywizja Piechoty na swoim odcinku uderzyła na pozycje rosyjskie, odnosząc sukces. Było to możliwe dzięki związaniu dużych sił rosyjskich przez oddziały legionowe.
3 sierpnia o godzinie 5.00 legioniści wkroczyli do Jastkowa, gdzie zatrzymali się na krótki odpoczynek. Później rozpoczęto pościg za wycofującymi się wojskami rosyjskimi w kierunku Krasienina.

## Po bitwie
3 sierpnia 1915 roku ppłk Bolesław Roja poprzez por. Kleeberga przekazał Komendzie Legionów pismo domagające „co najmniej jakiegoś uznania” za męstwo i odwagę wykazane przez żołnierzy 4 pułku. W piśmie Roja wskazywał, że pułk swoimi szturmami zmusił Rosjan do skoncentrowania sił na tym odcinku frontu, co osłabiło pozycje wroga na lewym skrzydle.
W rozkazie wydanym w Jastkowie ppłk Roja swoim żołnierzom polecił, aby podczas następnych ataków bardziej się oszczędzali i dokładniej okopywali.
Bitwa zrodziła braterstwo broni pomiędzy żołnierzami I Brygady Legionów Polskich a legionistami z 4 pułku piechoty. Wspomniany pułk jeszcze przez prawie 4 miesiące po bitwie podlegał rozkazom Józefa Piłsudskiego, aż do 21 listopada 1915, kiedy to 4 pułk połączył się z 6 pułkiem piechoty w ramach III Brygady.
Po bitwie szeregi 4 pułku licznie zasilili lubelscy chłopi. W Jastkowie utworzono komendę uzupełnień pułku, gdzie ochotnicy byli szkoleni przed skierowaniem na front. Dowódcą obozu był por. Karol Baczyński. Do 27 listopada 1915 roku, kiedy to obóz został zlikwidowany, wyszkolono łącznie 370 ochotników.

## Straty w bitwie
Straty nacierających legionistów już od pierwszych chwil były znaczne. Już 31 lipca o godzinie 17.00 ppłk Roja meldował o 4 zabitych i 18 rannych. W piśmie wystosowanym po bitwie do Komendy Legionów przez ppłk Bolesława Roję, podpułkownik informował stratach 4 pułku – 70 zabitych i około 200 rannych. Duże straty w bitwie poniosła też I Brygada – łącznie w 1. 5. i 7. pułku było 19 zabitych i 119 rannych.
Duże straty 4 pułku piechoty spowodowały, że po bitwie zarzucono ppłk. Bolesławowi Roi nieumiejętnie dowodzenie, nadmierną brawurę i chęć osiągnięcia zwycięstwa za wszelką cenę, nie licząc się przy tym z małym doświadczeniem jego żołnierzy. Z kolei Roja zarzucił dowódcy walczącego na jego prawym skrzydle 7 pułku piechoty mjr. Mieczysławowi Ryś-Trojanowskiemu zbytnią ostrożność i opieszałość podczas ataku. Ponadto kpt. Andrzej Galica, dowódca jednego z batalionów 4 pułku meldował, że podczas ataku 31 lipca jego żołnierze zostali ostrzelani przez spanikowany 7 pułk. Zarzutu o panice w szeregach 7 pułku po bitwie nie potwierdzono.

## Upamiętnienie

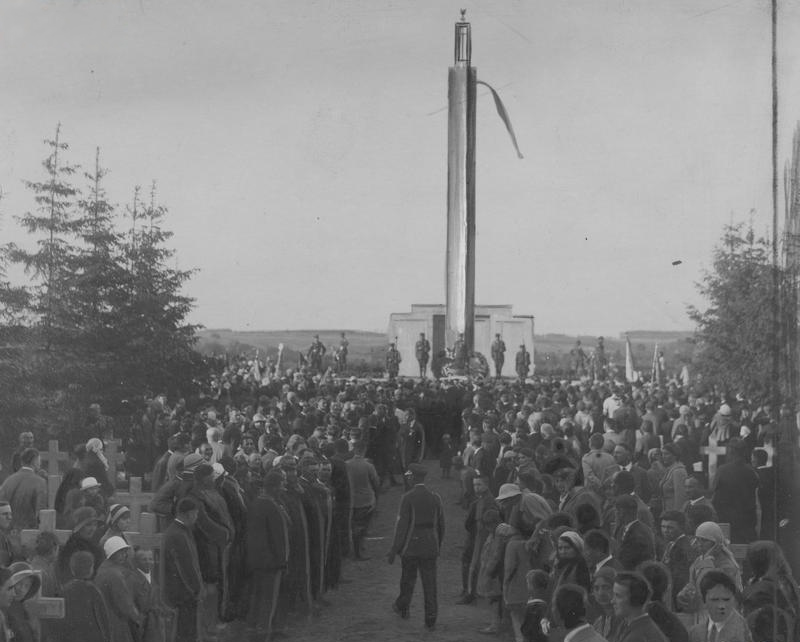
Uroczystości odsłonięcia pomnika na cmentarzu legionistów w Jastkowie. 4 czerwca 1931 roku.

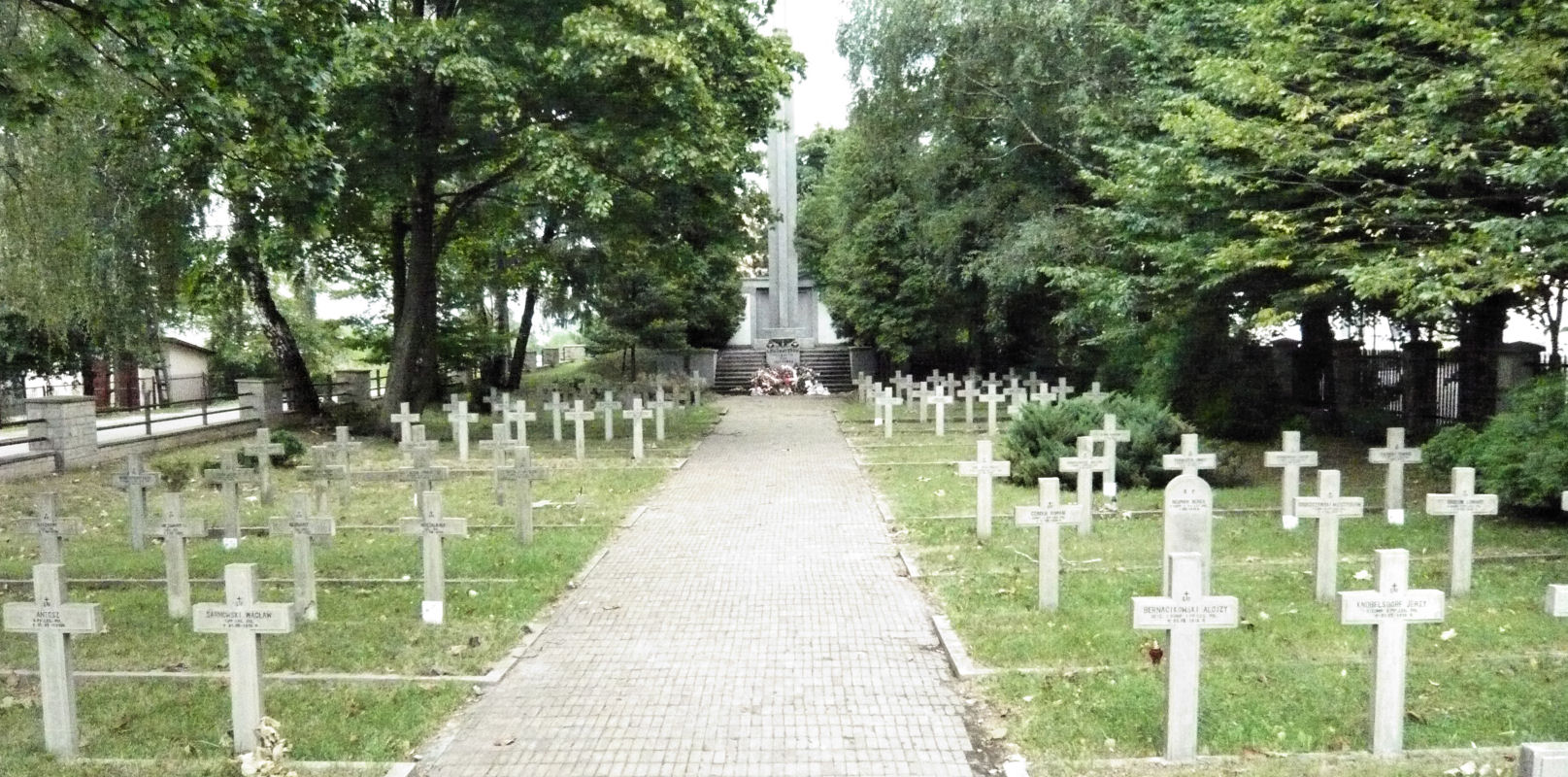
Cmentarz Legionistów Polskich w Jastkowie współcześnie.

Tuż po bitwie, w Jastkowie powstał cmentarz, na którym pochowano wszystkich zmarłych, niezależnie od wyznania i narodowości. Cmentarz umiejscowiono przy szosie Lublin-Garbów, w miejscu wybranym przez uczestników bitwy.
W roku 1917 ks. Józef Panaś zajął się uporządkowaniem cmentarza w Jastkowie, w roku 1923 cmentarz był już częściowo zagospodarowany. W tym samym roku rozpoczęto wymianę drewnianych krzyży na metalowe. Drewniane ogrodzenie cmentarza wykonano w roku 1927. Ogółem na cmentarzu było 25 mogił rzędowych, w których najprawdopodobniej pochowano 102 legionistów. Oprócz tego istniała też jedna mogiła zbiorowa żołnierzy austro-węgierskich i rosyjskich.
W roku 1929 zadecydowano o ekshumacji szczątków żołnierzy austro-węgierskich oraz rosyjskich i przeniesieniu ich na cmentarz wojskowy w folwarku Przybysławice koło Garbowa. Na cmentarz w Jastkowie przeniesiono natomiast legionistów pochowanych w Niedrzwicy. W roku następnym umieszczono na grobach betonowe krzyże z nazwiskami poległych.
Wiosną 1924 roku powstał projekt budowy na jastkowskim cmentarzu pomnika ku czci poległych żołnierzy, a także pomnika-szkoły w sąsiedztwie cmentarza. Jeszcze w tym samym roku biskup Marian Fulman poświęcił kamień węgielny pod budowę pomnika-szkoły. Autorem zarówno projektu szkoły, jak i pomnika był Bohdan Kelles-Krauze.
Uroczyste odsłonięcie pomnika oraz poświęcenie pomnika-szkoły odbyło się 4 czerwca 1931 roku. W uroczystościach wzięli udział m.in.: prezydent Ignacy Mościcki, ministrowie Józef Beck i Leon Kozłowski, wicemarszałek sejmu Karol Polakiewicz (uczestnik bitwy), generał Jerzy Dobrodzicki (dowódca Okręgu Korpusu Nr II Lublin), wicewojewoda Władysław Wołoskowicz (przewodniczący komitetu budowy pomnika), wójt Julian Turski oraz kompanie honorowe Związku Strzeleckiego i Związku Legionistów ze sztandarami i orkiestrą.
W okresie międzywojennym corocznie, do roku 1939 organizowano obchody upamiętniające bitwę z 1915 roku. W obchodach tych uczestniczyli uczestnicy bitwy, członkowie Koła Czwartaków, byli legioniści, strzelcy, lubelskie władze wojewódzkie i powiatowe, nauczyciele i uczniowie szkoły w Jastkowie oraz harcerze. Jastków był też przystankiem sztafet: konnych, pieszych, strzeleckich, kolarskich czy motocyklowych.
W roku 2003 lubelski oddział Związku Piłsudczyków w ramach upamiętnienia bitwy przywrócił przedwojenną tradycję marszów na trasie Lublin-Jastków. Coroczne marsze odbywają się 3 sierpnia i mają na celu upamiętnienie bitwy pod Jastkowem.